# Francesca Tagini
Francesca Tagini (Arona, 29 maggio 1992) è una calciatrice italiana, difensore del Balerna.

## Carriera
Francesca Tagini inizia a giocare in una formazione interamente femminile tesserandosi con il Tradate Abbiate, società con la quale rimane sette stagioni giocate costantemente in Serie A2, l'allora secondo livello del campionato italiano femminile di calcio.
Nell'estate 2013 coglie l'occasione offertale dal Como 2000 per fare il suo esordio in Serie A, società con la quale rimane due stagioni congedandosi con 53 presenze.
Durante il calciomercato estivo 2015 trova un accordo con il Lugano 1976, neopromosso in Lega Nazionale A, per giocare nel campionato svizzero femminile di calcio.